# 路易-弗朗索瓦-阿爾芒·德維涅羅·迪普萊西·德黎希留

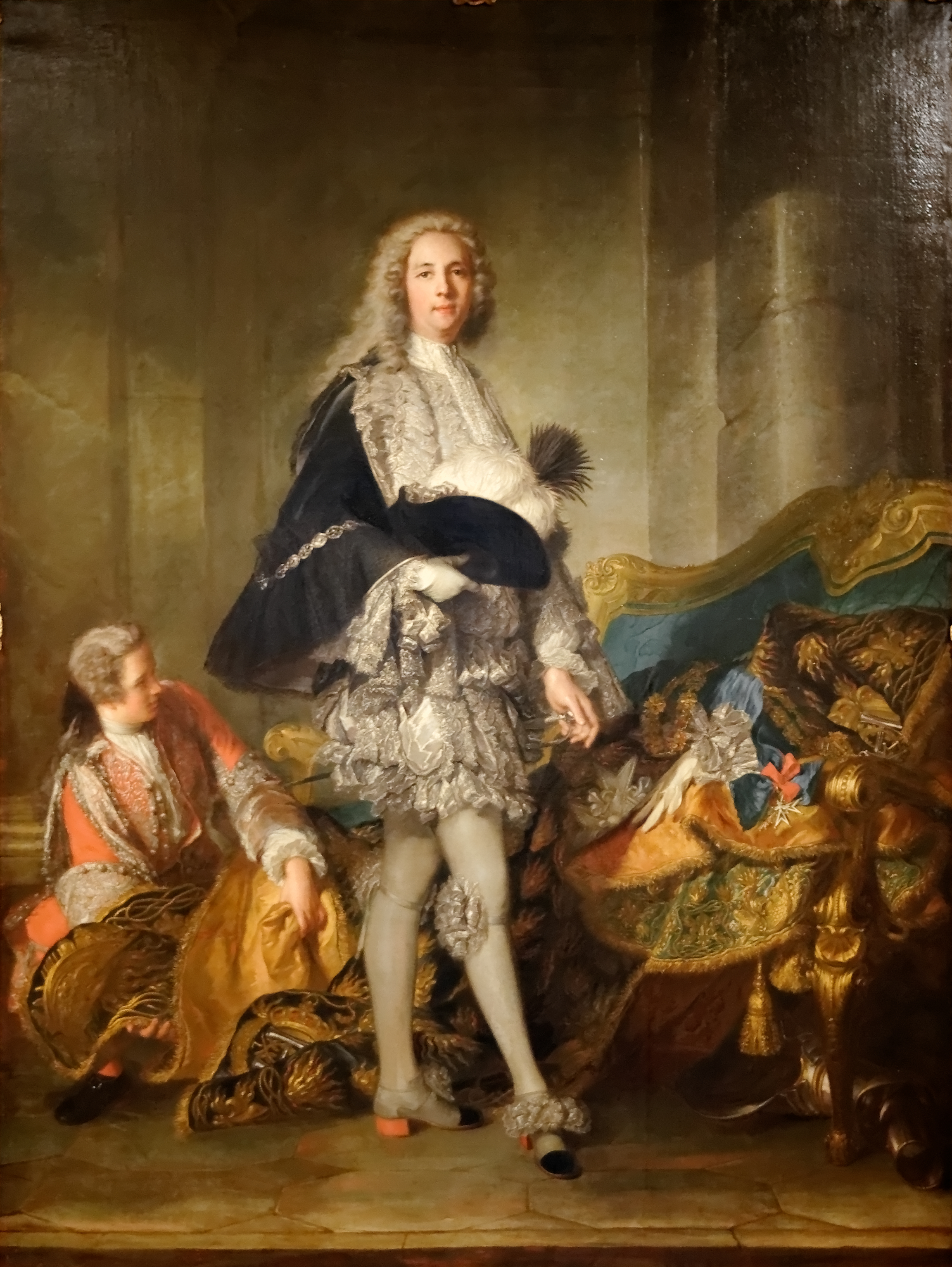
黎塞留公爵

路易-弗朗索瓦-阿爾芒·德維涅羅·迪普萊西，黎希留公爵（法語：Louis-François-Armand de Vignerot du Plessis, duc de Richelieu；1696年3月13日—1788年8月8日），法国元帅，枢机主教黎塞留的侄孙。
法国路易十四是他的教父。在他早期曾三次被关进巴士底狱：1711年因为他的继父，1716年在一次决斗后，和1719年他参加西班牙枢机主教朱利奥·阿尔韦罗尼阴谋反对奥尔良公爵腓力二世为路易十五摄政王。
他作为外交官和将军，在任驻维也纳大使时期(1725～1729)，他于1727年确定了媾和条约。
他是法蘭西學院歷史上在任最久的院士（68年）。

## 军事事业
1733-1734年他参加了在莱茵河戰役，分别在德廷根和丰特努瓦战斗，那里他指挥用葡萄弹攻击英军整列列队，并且三年之后他做了精采的热那亚防御，1756年他从米诺卡岛逐出了英军，夺取了圣费利佩San Felipe的要塞。1757-1758年他从那些掠夺的战斗中结束了他的军事生涯，在汉诺威他获得了petit père de la maraude的外号。

## 政治事业和阴谋
他真正的政治生涯开始于十年前他在莱茵的戰役，在战争以后他再次陷入了法院阴谋。最初他是路易十五国王最好的朋友，與國王自幼相識。但是当他反对路易的情妇蓬帕杜尔侯爵夫人时，关系以后冷却了一点。
1764年在蓬帕杜尔死了以后，法庭恢复了他的职位，他与国王最后的情妇杜巴利伯爵夫人有著親密的友谊。1774年路易十五的孙子路易十六继承王位后，他再次失势。这归结于实际上的新王后玛丽·安托瓦内特烦恶杜巴利伯爵夫人和黎塞留的侄孙，过度雄心勃勃的艾吉永公爵。

## 婚姻
他结婚三次：第一次在十四岁违背他的意志和安妮·凯瑟琳·德·诺阿耶(Anne Catherine de Noailles)，第二次，在1734年由伏尔泰的阴谋，和玛丽·德·吉塞(Marie Elisabeth Sophie de Guise)，第三次当他八十四岁时和爱尔兰夫人。
勃利夫人也是他的好友。在1729年他和沙特萊侯爵夫人开始戀愛，虽然后来结束了，他们在十年继续频繁通讯。他并且是著名高等妓女和小说家克劳汀·盖因·德·唐森的恋人。
| 前任： 阿尔芒·让·德·维涅罗·迪·普莱西 | 黎塞留公爵 1715年—1788年 | 繼任： 路易·安托万·索菲·德·维涅罗·迪·普莱西 |

| 前任： 菲利浦·德·当若 | 32座 法蘭西學院院士 1720年—1788年 | 继任： 弗朗索瓦-亨利·达库尔 |